# Kubok Ukraïny 2014-2015
La Kubok Ukraïny 2014-2015 (in ucraino Кубок України?) è stata la 24ª edizione del torneo. La competizione è iniziata il 6 agosto 2014 ed è terminata il 4 giugno 2015. La Dinamo Kiev, detentrice del trofeo, si aggiudica nuovamente la coppa battendo come l'anno precedente lo Šachtar in finale, stavolta ai calci di rigore.

## Primo turno preliminare
| Squadra 1                    | Risultato   | Squadra 2              |
| ---------------------------- | ----------- | ---------------------- |
| Yednist Plysky               | 0 – 1       | Ternopil               |
| Arsenal Bila Tserkva         | 3 – 4 (dts) | Real Farma Ovidiopol'  |
| Chaika Kyiv-Sviatoshyn Raion | 3 – 0       | Enerhiya Nova Kakhovka |
| Kremin Kremenchuk            | 2 – 0       | Hirnyk-Sport           |
| Čerkas'kyj Dnipro            | 1 – 0       | Skala Stryi            |
| Obolon'-Brovar               | 3 – 1       | Hirnyk Kryvyj Rih      |
| Krystal Kherson              | 2 – 4       | Stal' Dniprodzeržyns'k |

## Sedicesimi di finale
| Squadra 1                    | Risultato       | Squadra 2              |
| ---------------------------- | --------------- | ---------------------- |
| Ternopil                     | 1 – 1 (3–4 dcr) | Oleksandrija           |
| Mykolaiv                     | 0 – 1           | Illičivec'             |
| Poltava                      | 2 – 1           | Metalurh Donec'k       |
| Bukovyna Chernivtsi          | 0 – 4           | Čornomorec'            |
| Desna Chernihiv              | 0 – 1           | Dnipro                 |
| Nyva Ternopil                | 1 – 5           | Vorskla                |
| Chaika Kyiv-Sviatoshyn Raion | 0 – 4           | Karpaty                |
| Real Pharma Ovidiopol        | 0 – 1           | Olimpik Donec'k        |
| Naftovyk-Ukrnafta Okhtyrka   | 0 – 1           | Volyn'                 |
| Helios                       | 0 – 1           | Metalurh Zaporižžja    |
| Zirka                        | 1 – 3           | Dinamo Kiev            |
| Čerkas'kyj Dnipro            | 1 – 2           | Hoverla                |
| Obolon-Brovar                | 0 – 1           | Šachtar                |
| Kremin Kremenchuk            | 0 – 2           | Zorja                  |
| Sumy                         | 0 – 1           | Metalist               |
| Stal' Alčevs'k               | –               | Stal' Dniprodzeržyns'k |

## Ottavi di finale
| Squadra 1              | Totale          | Squadra 2           | Andata | Ritorno |
| ---------------------- | --------------- | ------------------- | ------ | ------- |
| Poltava                | 2 – 9           | Šachtar             | 1 – 5  | 1 – 4   |
| Oleksandrija           | 1 – 2           | Zorja               | 0 – 1  | 1 – 1   |
| Illičivec'             | 2 – 4           | Vorskla             | 0 – 1  | 2 – 3   |
| Hoverla                | 3 – 3 (gfc)     | Metalist            | 2 – 2  | 1 – 1   |
| Volyn'                 | 1 – 4           | Dnipro              | 1 – 0  | 0 – 4   |
| Karpaty                | 0 – 2           | Dinamo Kiev         | 0 – 1  | 0 – 1   |
| Stal' Dniprodzeržyns'k | 3 – 3 (2-4 dcr) | Čornomorec'         | 2 – 1  | 1 – 2   |
| Olimpik Donec'k        | 6 – 0           | Metalurh Zaporižžja | 2 – 0  | 4 – 0   |

## Quarti di finale
| Squadra 1   | Totale | Squadra 2       | Andata | Ritorno |
| ----------- | ------ | --------------- | ------ | ------- |
| Čornomorec' | 0 – 5  | Dnipro          | 0 – 4  | 0 – 1   |
| Metalist    | 0 – 3  | Šachtar         | 0 – 2  | 0 – 1   |
| Zorja       | 1 – 4  | Dinamo Kiev     | 1 – 2  | 0 – 2   |
| Vorskla     | 0 – 1  | Olimpik Donec'k | 0 – 0  | 0 – 1   |

## Semifinali
| Squadra 1                       | Totale | Squadra 2   | Andata | Ritorno |
| ------------------------------- | ------ | ----------- | ------ | ------- |
| 29 aprile 2015 / 20 maggio 2015 |        |             |        |         |
| Olimpik Donec'k                 | 1 – 4  | Dinamo Kiev | 0 – 0  | 1 – 4   |
| Dnipro                          | 1 – 2  | Šachtar     | 0 – 1  | 1 – 1   |

## Finale
La finale è stata disputata in gara unica il 4 giugno allo Stadio Olimpico di Kiev.
| Arbitro: | Jurij Možarovs'kyj (Leopoli) |

|                                                              |                      |                                                           |
| Miguel Dragović Antunes Husjev Jarmolenko Belhanda Chačeridi | Tiri di rigore 5 – 4 | Srna Luiz Adriano Costa Taison Rakyc'kyj Teixeira Hladkyi |

## Statistiche
- Miglior attacco: Shakhtar Donetsk (15)
- Partita con più reti: Arsenal Bila Tserkva - Real Pharma Ovidiopol 3 - 4 (7)
- Partita con maggiore scarto di reti: 6 partite (4)